# Полынь шелковистая
Полынь шелковистая (лат. Artemísia serícea) — полукустарник, вид рода Полынь (Artemisia) семейства Астровые (Asteraceae).

## Ботаническое описание
Полукустарник или многолетнее травянистое растение с деревянистым корневищем, образующее немногочисленные вегетативные побеги 20—35 см высотой и одиночные или немногочисленные восходящие или прямостоячие цветоносные стебли 40—70 см высотой, бурые, в нижней части оголяющиеся, в верхней — густо облиственные, с рассеянным опушением.
Листья черешчатые, с ушками при основании, широкояйцевидные в очертании, дважды или трижды перисторассечённые, доли второго порядка перисто- или пальчаторассечённые, наиболее мелкие доли линейные или линейно-ланцетные, 1—1,7 см длиной и не более 2 мм шириной. С обеих сторон листья покрыты беловатым войлочным опушением, с нижней стороны намного более обильным и густым. Прицветные листья сидячие, нижние — перисто- или тройчаторассечённые, верхние — цельные.
Корзинки почти шаровидной формы, сидячие или на коротких ножках, собраны в широкое или узкое, кистевидное, метёльчатое общее соцветие. Наружные листочки обёртки продолговато-яйцевидные, покрытые беловатым войлочком, по краю с буроватой каймой, внутренние — эллиптические, тупоконечные, более длинные, с широким плёнчатым краем, также с беловатым опушением. Цветки все трубчатые, многочисленные (до 60) срединные — обоеполые, немногочисленные краевые — пестичные.
Плоды — семянки продолговато-яйцевидной формы.

## Распространение
Степной евроазиатский вид, встречающийся от Восточной Европы до юга Восточной Сибири. Нередко по щебнистым склонам, по меловым обнажениям, в светлых лесах и на остепнённых лугах.

## Значение и применение
Домашним скотом поедается плохо. В летнее время листья поедаются глухарём (Tetrao urogallus). Алтайским маралом (Cervus elaphus sibiricus Severtzow) поедается слабо.
Используется в народной медицине, а также иногда в качестве декоративного растения.

## Таксономия
Artemisia sericea Weber ex Stechm., Dissertatio inauguralis botanico medica de Artemisiis 16. 1775.

### Синонимы
- Absinthium nitens Steven ex Besser, 1829
- Absinthium sericeum (Weber ex Stechm.) Besser, 1829
- Artemisia holosericea Ledeb., 1833
- Artemisia nitens (Steven ex Besser) Steven ex Krasch., 1949
- Artemisia czekanowskiana Trautv., 1877

и другие.